# Gerhard Tambour
Gerhard Malte Tambour (16. oktober 1906 i Stouby Sogn – død 13. december 1978) var en skræddermester fra Esbjerg, der i 1940'erne anlagde Tambours Have øst for Karlsgårde Sø nordøst for Varde.
Tambours Have er resultatet af en naturelskers passion for at samle planter fra hele kloden.